# Бондаренко Володимир Ілліч
Бондаренко Володимир Ілліч (нар. 20.11.1951, м. Бердянськ, Запорізька область) — український науковець у галузі гірництва. Доктор технічних наук, професор (1991). Працює у Дніпровській політехніці, завідувач кафедрою підземної розробки родовищ. Лауреат Державної премії України в галузі науки і техніки (1998). Заслужений діяч науки і техніки України (1999). Засновник вітчизняної Школи підземної розробки. Академік Академії інженерних наук України. Автор наукового відкриття у гірничій справі, що дозволило одержати нові фундаментальні знання, які описують штучний діагенез порід і їх вплив на стан гірського масиву навколо виробок. Головний редактор фахового періодичного видання Розробка родовищ (з 2018 р — у Web of Science, з 2019 р — у Scopus).
Учасник проекту «Мала гірнича енциклопедія».

## Біографія
Народився 20 листопада 1951 року. Спочатку навчався у Бердянському машинобудівному технікумі за спеціальністю «Інструментальне виробництво» (1968—1971 рр.), а у 1971—1976 роках — у Дніпропетровському гірничому інституті, де здобув кваліфікацію гірничого інженера. Аспірант кафедри підземної розробки родовищ НГУ з 1976 року, 1980 року захистив кандидатську дисертацію. З 1981 року асистент кафедри, заступник декана Гірничого факультету (1983—1989 рр.), у період 1993—2006 років обіймав посаду проректора з наукової роботи Національного гірничого університету.
Кандидатська дисертація «Удосконалення технологій підземного видобутку марганцевих руд на базі електрохімічного закріплення пливунних порід».
Докторська дисертація «Наукові основи фізико-хімічного закріплення слабких водонасичених порід навколо гірничих виробок» (1989).
Кар'єра: 1976-80 — аспірант, 1980—1983 — асистент, 1983—1990 — доцент, 1990—1994 — професор кафедри підземної розробки родовищ, 1993—2006 — проректор з наукової роботи у Національному гірничому університеті. Академік Академії Інженерних Наук України.

## Творчий доробок
Основна наукова діяльність спрямована на вирішення нагальних науково-технічних проблем при видобутку вугілля та залізної руди. Головні з них: наукове обґрунтування технології свердловинної підземної газифікації кам'яного та бурого вугілля; дослідження створення газогідратів в лабораторних умовах; аналіз передумов (тиску та температури) створення газогідратів в земній корі та формування гіпотези раптових викидів вугілля та газу, які базуються на ефекті Бріджмена; геомеханіка взаємодії елементів системи «породний масив-виїмкова виробка-охоронна конструкція», яка забезпечує вивчення впливу параметрів надвугільної товщі та глибини розробки на напружено-деформований стан усіх елементів зазначеної системи; комп'ютерне моделювання напружено-деформованого стану дрібношаруватого породного масиву навколо пластової виробки; наукове обґрунтування технології розробки тонких та вельмитонких вугільних пластів на базі вивчення на пружено-деформованого стану гірського масиву навколо очисних і підготовчих виробок; підвищення ефективності технології видобутку залізних руд з Білозірського родовища шляхом створення програмного забезпечення для здійснення основних технологічних процесів: руйнування гірських порід та рудного тіла, транспортування та розрахунок системи провітрювання виробок рудника.
Під його керівництвом захищено 20 кандидатських і 6 докторських дисертацій.
Науковець є автором 256 наукових праць.
У тому числі 15 підручників, навчальних посібників і монографій, отримано 37 патентів на винахід, опубліковано 35 наукових статей у відомих виданнях Німеччини, Англії, США, Канади. Польщі, Росії.
Володимир Ілліч є головою Науково-методичної комісії Міністерства освіти і науки України з розробки Стандартів вищої освіти за фахом «Гірнича справа». Співавтор "Стратегії розвитку вугільної промисловості України до 2030 року в рамках єдиної «Стратегії енергетичного розвитку України до 2030 року», затвердженої Верховною Радою і Президентом України у 2004 році. Засновник постійно діючої Міжнародної Школи підземної розробки, що консолідує зусилля щодо збереження і розвитку нових наукових напрямків. Формат Школи — щорічне проведення Міжнародних науково-практичних конференцій за участю відомих фахівців-гірників України, Росії, Польщі, Німеччини та інших країн.
Монографії та навчальна література:
- «Бурошнековая выемка подработанных угольных пластов» (1998),
- «Охрана подготовительных выработок при бурошнековой выемке угольных пластов» (2001),
- «Теорія й практика застосування трубчастого анкерного кріплення» (2005),
- «Комп'ютерне моделювання напружено-деформованного стану порід навколо пластової виробки» (2007),
- навчальний посібник «Технологія підземної розробки і процеси гірничих робіт в очисних вибоях крутих і крутопохилих вугільних пластів» (2000),
- підручник «Технологія підземної розробки родовищ корисних копалин» (2003).

## Нагороди та відзнаки
- Державна нагорода України орден "За заслуги" ІІІ ступеня;
- нагрудний знак "Відмінник освіти України" МОН України,
- "Шахтарська доблесть" ІІІ ступеня;
- повний кавалер знаку "Шахтарська слава";
- медалі ім. О.М. Терпигорєва, ім. Л.Н. Динника;
- почесна грамота Міністерства освіти і науки України;
- відзнака "Заслужений професор Національного гірничого університету";
- Пам'ятна медаль «Євграф Ковалевський» Донецького відділення НТШ, посвідчення від 23 грудня 2023 р. з нагоди 150-річчя НТШ.